# Josepa Cucó i Giner
Josepa Cucó i Giner (València, 25 de gener de 1950) és una antropòloga i catedràtica especialitzada en el camp de l'Antropologia social. Des de 2003 és catedràtica d'Antropologia Social de la Universitat de València i el 2011 va esdevenir membre numerari de l'Institut d'Estudis Catalans.
Nascuda a la ciutat de València l'any 1950, va començar els seus estudis universitaris a la Universitat de València on es llicencia en Filosofia i Lletres en la secció d'Història el 1973. Poc després es va traslladar a París va estudiar antropologia a la Université Paris-Descartes (París V) De tornada a València el 1976, comença a treballar a la Universitat de València com a professora i s'hi va doctorar en Geografia i Història el 1980. Obté la Càtedra d'Antropologia Social el 2003.
Entre el 1980 i el 1983 va participar activament en la creació del Museu Valencià d'Etnologia. Al 1985 esdevé directora del Institut de Sociologia i Antropologia de l'IVEI fins a 1995. Des de 2001 forma part del Consell Científic del Museu de les Civilitzacions d'Europa i de la Mediterrània. Destaca la seva participació en la vida cívica i associativa. Ha estat membre com a presidenta de l'Associació Valenciana d'Antropologia i Riuraus Vius. Formà part de la plataforma Valencians pel Canvi.

## Biografia
El 1978 publica el seu primer treball, La qüestió agrària al País Valencià, on es tracten les contradiccions de classe entre jornalers-assalariats a temps parcial i propietaris-agricultors en zones tradicionalment agràries del marc valencià com Fortaleny. El treball va ser inspirat per Joan Fuster, qui li va suggerir el tema per a la seua tesina de màster. Continuaria amb l'antropologia de caràcter local a Condicions de treball i la duplicitat de models d'actuació laboral (1981) i La terra com a motiu. Propietaris i jornalers en dos pobles valencians (1982). Revela que els recol·lectors a temps parcial no actuen d'una manera coherent amb la seua pròpia definició com a membres integrants de la classe obrera. Per contra, la majoria dels agricultors es consideren ells mateixos com a jornalers, pertanyents a la classe treballadora, però reaccionen com a propietaris quan la defensa dels interessos dels primers pot convertir-se lesiva per als interessos dels segons.
Al seu llibre El quotidià ignorat. La trama associativa valenciana (1991) reflecteix la importància de l'amistat i el seu influx en la vida pública valenciana. Al context valencià, l'amistat organitzada en quadrilles marca el desenvolupament i la dinàmica de la vida associativa: les quadrilles serveixen, al seu judici, de base de pautes de conducta de les associacions voluntàries. Tant la participació en associacions com el lideratge social i fins i tot l'aparició de noves associacions es troben directament relacionats per les quadrilles d'amics.
A De la utopia revolucionària a l'activisme social tracta sobre Moviment Comunista, formació política nascuda durant l'època franquista reformulada posteriorment en un conjunt de organitzacions cívico-polítiques, com Ca Revolta, que mantenen encara l'esperit revolucionari que ha nodrit a altres moviments com el nacionalista o el feminista. El llibre també cobreix la trajectòria de Cristina Piris.
El 2004 publica Antropologia Social, on s'aproxima a aquesta branca des de dos punts de vista diferenciats. D'una banda, des de la naturalesa, desvetlla tòpics i qüestiona paradigmes preexistents. Allibera una relació entre globalització, diversitat cultural i transformació de l'espai en unes ciutats vistes com a laboratoris d'allò global.
En La ciudad pervertida. Una mirada sobre la Valencia global, de 2013, estudia l'evolució urbanística a la ciutat de València i la incidència de les grans actuacions urbanístiques en quatre barris: El Carme, El Mercat, Cabanyal-Canyamelar i Penya-roja. Descriu un urbanisme que denomina com «la fórmula valenciana» que es caracteritza per gestors polítics i regles urbanístiques i fiscals ineficients que no responen a les veritables necessitats dels ciutadans. A més, estableix que ha anat acompanyada per una publicitat i una narrativa que enlluernava la població. Tot això va provocar dinàmiques de reforç dels projectes i del discurs oficial però també algunes resistències. Així, la seva reflexió va reforçant la idea de dotar el ciutadà d'un apoderament progressiu.

## Publicacions
- La amistad: perspectiva antropológica (1995) tracta l'amistat com una cosa difícil d'analitzar.[13]